# جوناثان بومان
جوناثان بومان (بالإسبانية: Jonatan Bauman)‏ هو لاعب كرة قدم أرجنتيني، ولد في 30 مارس 1991 في سونتشاليز في الأرجنتين. لعب مع انيستتوتو.

## وصلات خارجية
- جوناثان بومان على موقع قاعدة بيانات كرة القدم.إي يو (الإنجليزية)
- جوناثان بومان على موقع Soccerway.com (الإنجليزية)
- جوناثان بومان على موقع عالم كرة القدم.نت (الإنجليزية)